# Wyglanowice
Wyglanowice – część wsi Stadła w Polsce, położona w województwie małopolskim, w powiecie nowosądeckim, w gminie Podegrodzie.
Dawniej samodzielna wieś i gmina jednostkowa.
Aktualnym sołtysem Wyglanowic jest Roman Zwoliński.